# Pierre Barthès

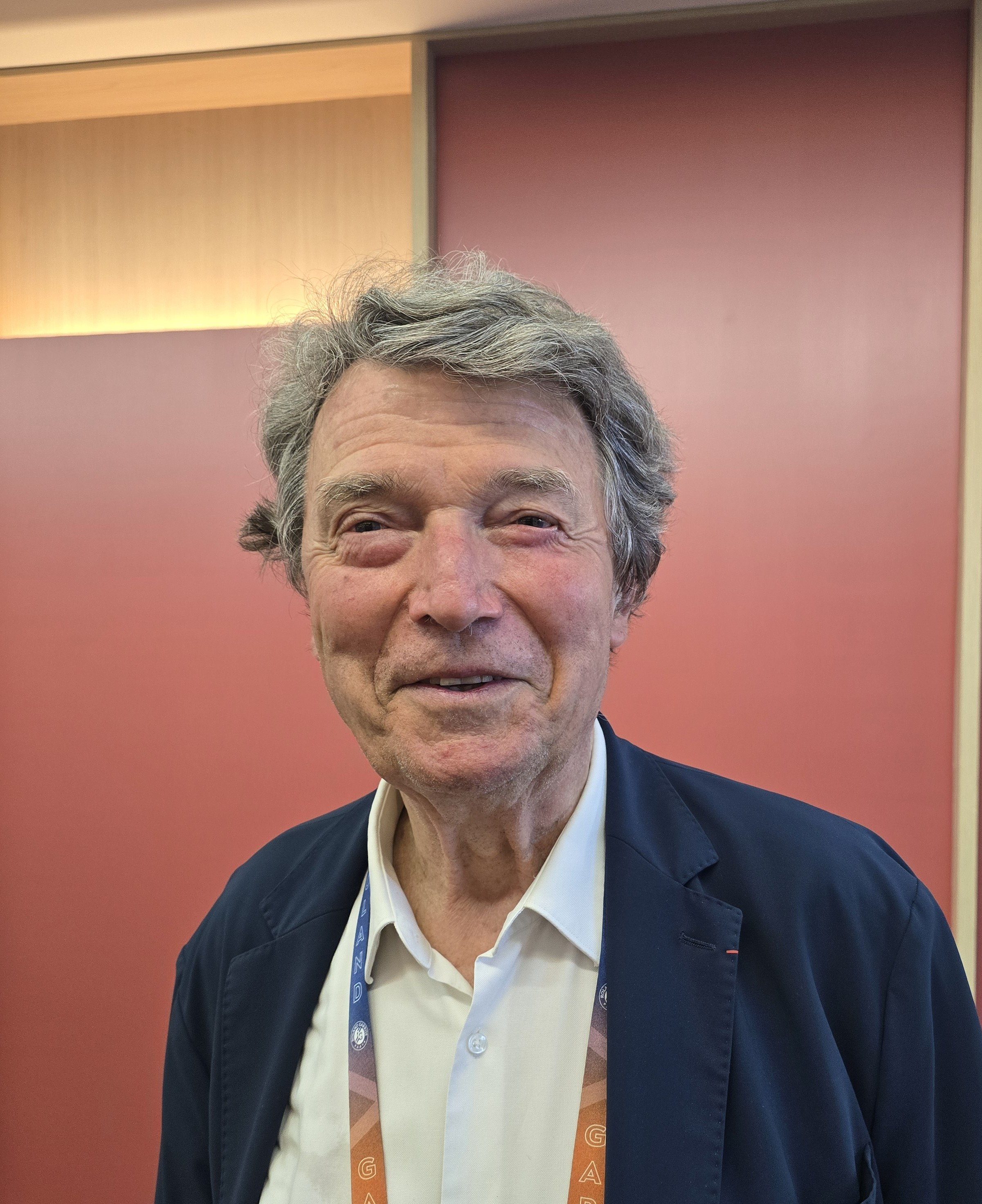
Pierre Barthès (2025)

Pierre Barthès (* 13. September 1941 in Béziers) ist ein ehemaliger französischer Tennisspieler.

## Karriere
Nachdem Pierre Barthès bereits ab 1959 bei hochklassigen Turnieren in Frankreich angetreten war, spielte er ab 1962 vermehrt bei internationalen Turnieren. 1963 gelang ihm der Turniersieg beim Paris Coupe Canet.
Im Jahr 1964 erreichte er sowohl bei den Internationalen französischen Meisterschaften, die später als French Open ausgetragen wurden, als auch in Wimbledon das Achtelfinale. Im Januar 1965 kam er bei den Australian Open ebenfalls ins Achtelfinale, wo er gegen Bill Bowrey ausschied. Eine Woche später kam er in Auckland ins Finale und musste sich dort Roy Emerson geschlagen geben. Im März holte er sich gegen Manuel Santana den Titel in Caracas. Im Juli 1965 schied Barthès im Viertelfinale der Internationalen französischen Meisterschaften gegen Roy Emerson aus; dies sollte sein bestes Einzelergebnis bei seinem Heim-Grand-Slam-Turnier bleiben. Im Herbst erreichte er das Achtelfinale der später als US Open ausgetragenen U.S. Championships, das er erneut gegen Emerson verlor. Nach der Saison 1965 wechselte er zu den Profis, bis 1968 die Open Era begann. In dieser Zeit wurde er von den Grand-Slam-Turnieren ausgeschlossen und der französische Verband verbot ihm das Gelände der Internationalen französischen Meisterschaften zu betreten.
Pierre Barthès gehörte 1968 neben Dennis Ralston, John Newcombe, Tony Roche, Cliff Drysdale, Earl Buchholz, Nikola Pilić und Roger Taylor zu den Handsome Eight, einer Gruppe, die aus acht der zehn besten Tennisspieler dieser Zeit bestand und im Rahmen der World Championship Tennis (WCT) um die Welt tourte. Kurze Zeit später begann die Open Era, in der die Zugangsbeschränkung zu Turnieren aufgehoben wurden und Profis und Amateure gegeneinander spielen konnten.
Im Sommer 1969 erreichte Barthès in Bristol sein erstes ATP-Finale, was er jedoch gegen den Australier Ken Rosewall verlor. Im Einzel sollten in den nächsten beiden Jahren fünf weitere Finalpartien folgen, die er jedoch allesamt verlor, so dass er in der Open Era keinen Einzeltitel holen konnte. Im Doppel war er erfolgreicher. Nachdem er im April 1970 bereits mit Nikola Pilić im Finale von Monte-Carlo gestanden hatte, sicherte sich das Duo im September mit einem Sieg über Roy Emerson und Rod Laver den Doppeltitel bei den US Open 1970. Dies war für Barthès der erste und einzige Auftritt bei einem Finale und Titel bei einem Grand-Slam-Turnier. Bis 1973 folgten vier weitere Doppeltitel mit jeweils anderen Partnern. An der Seite von Ilie Năstase stand er außerdem 1974 in zwei weiteren Finalpartien, bei denen sie aber beide Male Niederlage einstecken mussten.
Da die Tennisweltrangliste erst 1973 im Einzel und 1976 im Doppel eingeführt wurden, bilden seine Bestplatzierungen nicht seine Erfolge ab.
In den Jahren 1964 und 1965 sowie zwischen 1971 und 1974 trat Barthès in 15 Begegnungen für die französische Davis-Cup-Mannschaft an. Er gewann 19 seiner 33 Partien.
1976 beendete er seine internationale Karriere, trat aber bis 1977 im Einzel und bis 1980 im Doppel noch bei vereinzelten ATP-Turnieren in seinem Heimatland an.

## Persönliches
Der Vater von Pierre Barthès starb, als er 15 Jahre alt war.

## Erfolge (seit der Open Era)

### Einzel (Finalteilnahmen)
| Nr. | Datum            | Turnier      | Belag         | Finalgegner    | Ergebnis           |
| --- | ---------------- | ------------ | ------------- | -------------- | ------------------ |
| 1.  | 14. Juni 1969    | Bristol      | Rasen         | Ken Rosewall   | 10:8, 3:6, 1:6     |
| 2.  | 18. April 1971   | Palermo      | Rasen         | Roger Taylor   | 3:6, 6:4, 6:7, 2:6 |
| 3.  | 29. August 1971  | South Orange | Rasen         | Clark Graebner | 3:6, 4:6, 4:6      |
| 4.  | 13. Februar 1972 | Los Angeles  | Hartplatz (i) | Andrés Gimeno  | 3:6, 6:2, 2:6      |
| 5.  | 13. Mai 1972     | Bournemouth  | Sand          | Bob Hewitt     | 2:6, 4:6, 3:6      |
| 6.  | 24. Juni 1972    | Eastbourne   | Rasen         | Andrés Gimeno  | 5:7, 3:6           |

### Doppel

#### Turniersiege
| Nr. | Datum              | Turnier   | Belag         | Partner           | Finalgegner                | Ergebnis           |
| --- | ------------------ | --------- | ------------- | ----------------- | -------------------------- | ------------------ |
| 1.  | 13. September 1970 | US Open   | Rasen         | Nikola Pilić      | Roy Emerson Rod Laver      | 6:3, 7:6, 4:6, 7:6 |
| 2.  | 18. April 1971     | Palermo   | Sand          | Georges Goven     | Ion Țiriac Ilie Năstase    | 6:2, 6:3           |
| 3.  | 25. April 1971     | Catania   | Sand          | Pierre Jauffret   | Jan Kodeš Jan Kukal        | 6:2, 6:3           |
| 4.  | 5. November 1972   | Paris     | Hartplatz (i) | François Jauffret | Andrés Gimeno Juan Gisbert | 6:7, 6:2, 6:3      |
| 5.  | 1. April 1973      | Vancouver | Teppich (i)   | Roger Taylor      | Tom Gorman Erik van Dillen | 5:7, 6:3, 7:6      |

#### Finalteilnahmen
| Nr. | Datum          | Turnier     | Belag       | Partner           | Finalgegner                | Ergebnis      |
| --- | -------------- | ----------- | ----------- | ----------------- | -------------------------- | ------------- |
| 1.  | 19. April 1970 | Monte Carlo | Sand        | Nikola Pilić      | Marty Riessen Roger Taylor | 3:6, 4:6, 2:6 |
| 2.  | 2. Mai 1971    | Paris       | Sand        | François Jauffret | Tom Gorman Stan Smith      | 6:3, 5:7, 2:6 |
| 3.  | 31. März 1974  | Rotterdam   | Teppich (i) | Ilie Năstase      | Bob Hewitt Frew McMillan   | 6:3, 4:6, 3:6 |
| 4.  | 7. April 1974  | München     | Teppich (i) | Ilie Năstase      | Bob Hewitt Frew McMillan   | 2:6, 6:7      |